# دریاچه مریوط

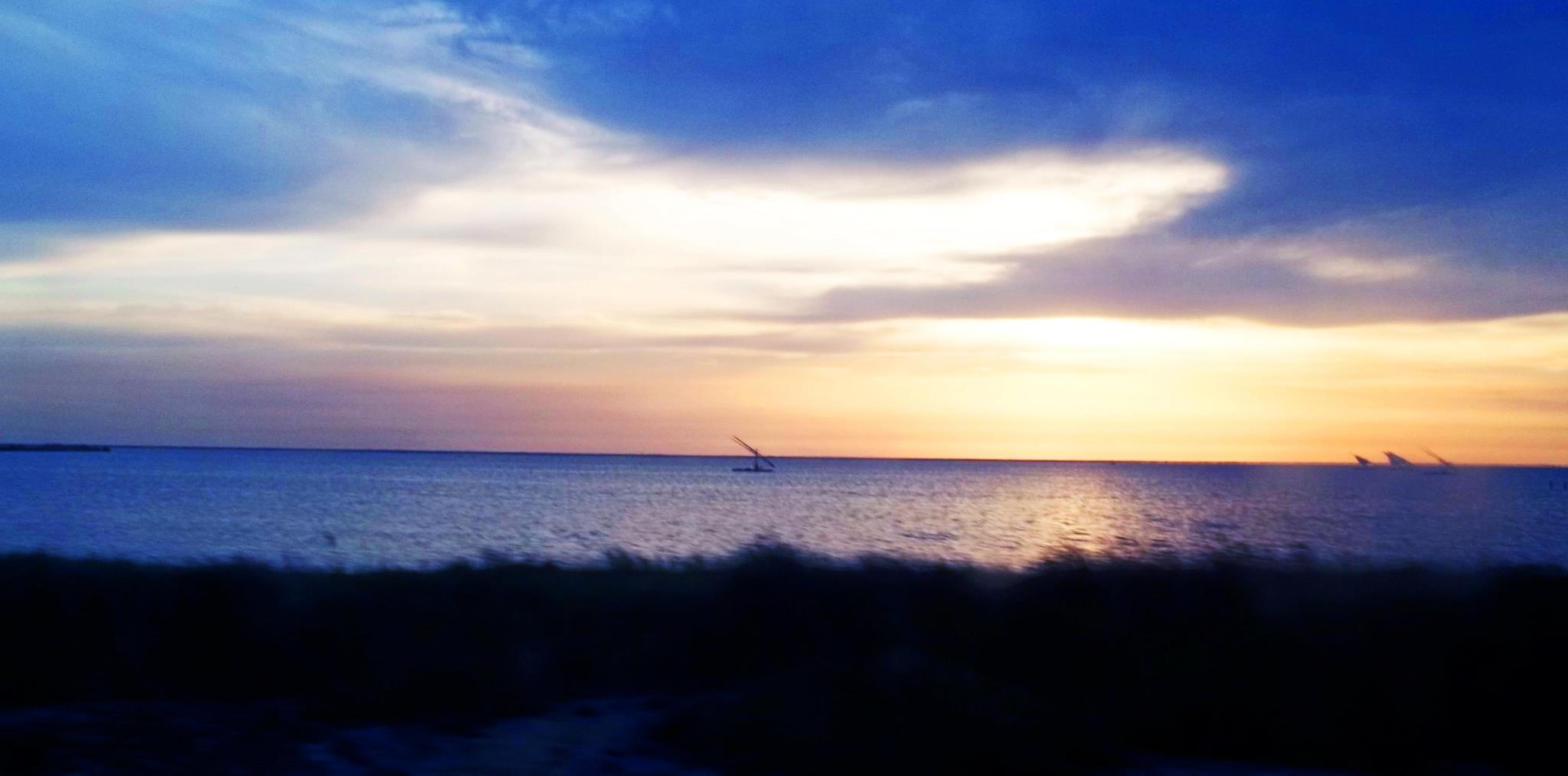
دریاچه مریوط

دریاچه مریوط (به عربی: بحيرة مريوط) یک دریاچهٔ آب لب‌شور در شمال مصر است. گستردگی این دریاچه در سدهٔ بیستم میلادی ۲۰۰ کیلومتر مربع بود اما در سدهٔ ۲۱ ام به ۵۰ کیلومتر مربع رسید.
در سال ۲۰۱۵ سنگ یادبودی همانند سنگ روزتا پیدا شد که مربوط به ۲۲۰۰ سال پیش بود. ابعاد این سنگ ۱۰۵ در ۶۵ در ۱۸ سانتیمتر بود. محتویات این سنگ مربوط به دو فرعون از دودمان بطلمیوسی و کلئوپاترای یکم سیروس بود. همچنین در ساحل این دریاچه چندین گور باستانی پیدا شده‌است.
ماهی لوتی نیل نیز در این دریاچه زندگی می‌کند هر چند که زیستگاه اصلی آن آب‌های شیرین است. در ۱۹۳۹ یک دریاچهٔ کوچکتر از این دریاچه را جدا کردند و همین باعث شکوفایی و رشد بیشتر ماهی لوتی نیل شد.